# Čimhová
Čimhová (hongrois : Csimhova) est un village de Slovaquie situé dans la région de Žilina.

## Histoire
La première mention écrite du village date de 1438.

## Démographie

### Évolution de la population
| Année:               | 1994. | 2004.   | 2014.   | 2024.   |
| -------------------- | ----- | ------- | ------- | ------- |
| Nombre de personnes: | 596   | 648     | 678     | 681     |
| Différence:          |       | +8,72 % | +4,62 % | +0,44 % |

| Année:               | 2023. | 2024.   |
| -------------------- | ----- | ------- |
| Nombre de personnes: | 672   | 681     |
| Différence:          |       | +1,33 % |